# Plaza de la Independencia (Querétaro)
La Plaza de la Independencia o Plaza de Armas (Conocida antiguamente como: Plaza Mayor, Plaza de Arriba, Plaza del Marqués, Plaza de la Constitución (Por la constitución de Cádiz) y la Plaza de los perros (Popularmente conocida como el Jardín de los perritos, por las esculturas de la fuente que se encuentra en su centro)) es la plaza principal de la Ciudad de Querétaro. En su lado norte se encuentra el Palacio de Gobierno del Estado o Casa de la Corregidora. El resto se encuentra rodeado por renombrados restaurantes y casonas del siglo XVIII, como la del Marqués de Ecala o la de Timoteo Fernández de Jáuregui. Al centro se ubica la fuente del Marqués, benefactor de la Ciudad.

## Eventos históricos
- 1537:  Se delineó la Plaza Mayor en el trazado de la ciudad por Juan Sánchez de Alanís. Se dejó, como era costumbre, como la plaza central de la cual partirían las calles.
- 1680: En la plaza se levantó un "cerrito" coronado por uno de los episodios de las apariciones de la Virgen de Guadalupe, en conmemoración de la inauguración del Templo de la Congregación de Nuestra Señora de Guadalupe.
- 1735: Se levantó un "cerrito" coronado por los arcos del Acueducto para conmemorar la llegada del agua potable a la caja repartidora ubicada en el Convento de la Santa Cruz.
- 1738: Terminadas las obras del agua, se comenzó a dar servicio en una fuente pública.
- 1759: Se efectuó una solemne ceremonia para celebrar la coronación del Rey de España, Carlos III.
- 1770: Se terminó la construcción del edificio de las Casas Reales y de Cabildos. Con esto la plaza quedó encuadrada debidamente.
- 1789: El Alférez Real Pedro Antonio Septién realizó la Jura de fidelidad al Rey Carlos IV y se arrojaron monedas al pueblo.[2]
- 1808: Se realizó la Jura de fidelidad al Rey Fernando VII y se arrojaron monedas al pueblo.
- 1810: En la noche del 13 de septiembre partió de la Plaza Mayor el Alcalde Ignacio Pérez Álvarez, llevando el mensaje de Josefa Ortiz de Domínguez, para comunicar al Cura de Dolores, Miguel Hidalgo y Costilla y a los Capitanes Allende y Aldama, que la Conspiración libertaria había sido delatada.

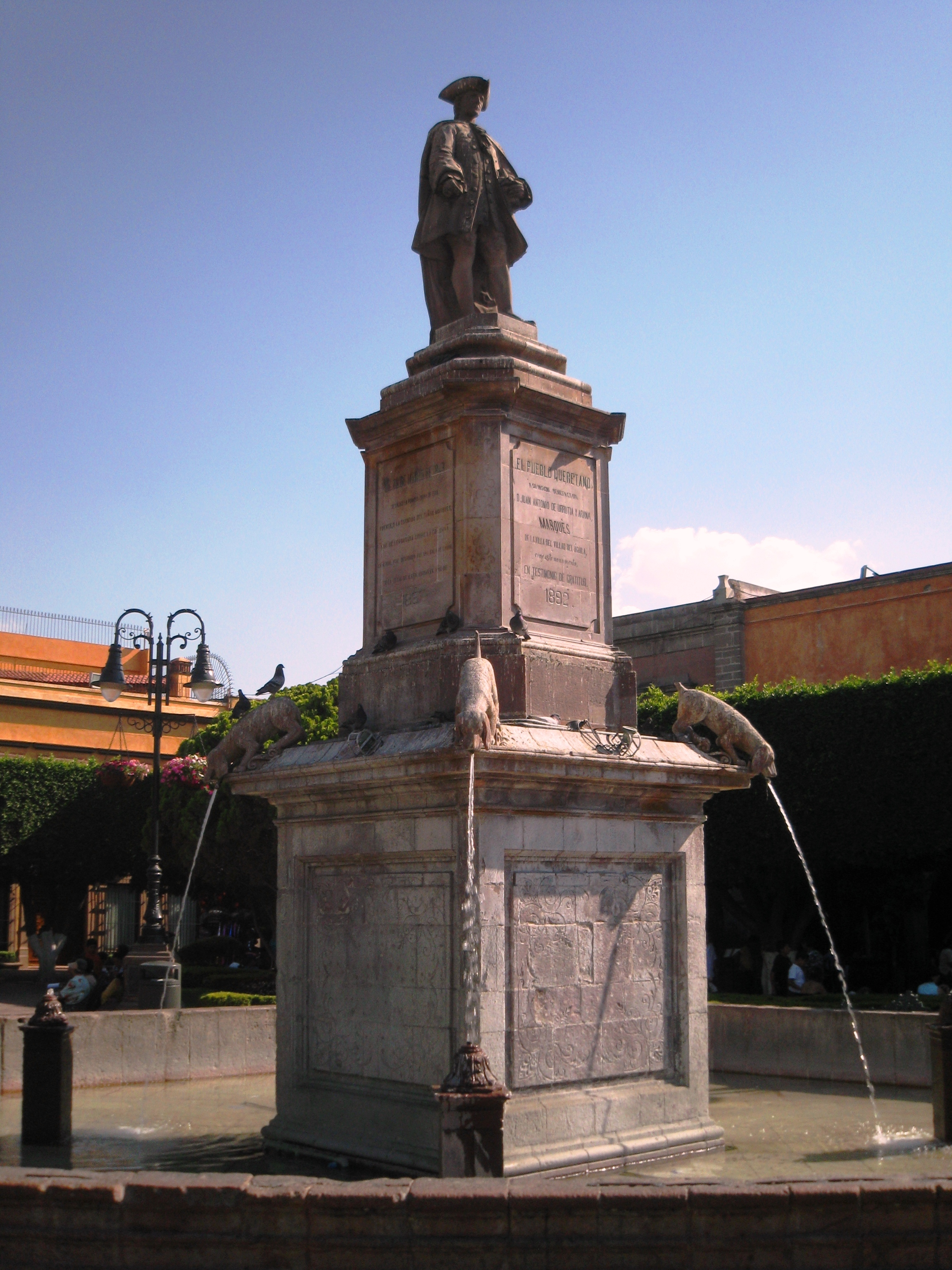
Estatua de Juan Antonio de Urrutia y Arana.

- 1815: La Plaza Mayor fue convertida en un mercado con puestos protegidos por "sombras". En la parte nortes se instalaron los vendedores de frutas, verduras y comestibles; en la parte sur se formó el baratillo con ropa, sombreros, zapatos y otros artículos.
- 1820: Se inauguró un monumento rematado con un símbolo de la Constitución de Cádiz, la cual tenía vigencia en la Nueva España. El diseño fue hecho por el queretano Mariano Arce.
- 1821: El 12 de noviembre el Secretario de Cabildo Mariano Blasco dio lectura a los Decretos de la Soberana Junta Provisional Gubernativa del Imperio, del Plan de Iguala, y de los Tratados de Córdoba. Enseguida el Alcalde de la ciudad Juan José García Rebollo proclamó y juró la Independencia Nacional.
- 1843: Se inauguró un monumento de cantera dedicado a Juan Antonio de Urrutia y Arana, Marqués de la Villa del Villar del Aguila. El monumento estaba rodeado por una fuente de cantera, en los ángulos de la base cuadrangular se instalaron cuatro perros de metal que arrojan agua desde el hocico. Originalmente contaba con una columna de cantera de unos diez metros, sobre la que se colocó una estatua del marqués hecha con cobre fundido.
- 1855: Se levantó un monumento para conmemorar el Dogma de la Inmaculada Concepción de la Virgen María.
- 1853: El 2 de noviembre el General Tomás Mejía se presentó ante el pueblo en el balcón central del Palacio de Gobierno, montando en su brioso caballo. Fue aplaudido por su valor y osadía.
- 1857: Con la imposición de las Leyes de Reforma y la Constitución de 1857 el culto a la imagen de Nuestra Señora de los Dolores, ubicada en el portal poniente que recibe ese nombre, y que se había celebrado por al menos cien años congregando a miles de fieles, terminaron.
- 1867: Durante el Sitio militar un proyectil de cañón derribó la estatua del monumento del marqués, quedando la columna sola por veinticinco años.
- 1870: Se concluyó la construcción de la Casa de Ecala.
- 1880: Se retiró el mercado para construir un jardín en la plaza.
- 1882: Se colocaron bancas de hierro en la Plaza.
- 1892: Se reedificó el monumento sin la columna y sin los perros. La estatua del marqués due labrada en cantera rosa por el escultor Diego Almaraz y Guillén.
- 2017: Se colocó una estatua metálica para conmemorar el centenario de la promulgación de la Constitución de 1917. Actualmente la estatua se ubica en el Eje Constitución de 1917.
- Actualmente se utiliza para concentraciones populares y festejos. Cada año se efectúa la ceremonia del Grito de Independencia el 15 de septiembre; además es sede de diferentes festivales nacionales e internacionales.